# Volta ao Algarve de 2003
A 29.ª edição da Volta ao Algarve foi uma corrida de ciclismo de estrada por etapas que se celebrou em Portugal entre 19 e 23 de fevereiro de 2003 sobre um percurso de 675,9 quilómetros dividido em cinco etapas, com início na cidade de Tavira e final no Alto do Malhão.
A corrida foi vencida pelo corredor dinamarquês Claus Michael Møller da equipa Milaneza-MSS, em segundo lugar Vitor Peña da US Postal Service e em terceiro lugar Pedro Cardoso da Milaneza-MSS).

## Percurso
A Volta ao Algarve dispôs de cinco etapas para um percurso total de 675,9 quilómetros, dividido em duas etapas de montanha, duas etapas planas e uma contrarrelógio individual.

## As etapas
| Etapa     | Localidades                       | km | Vencedor             | Segundo              | Terceiro       | Tempo           | Velocidade média | Líder da geral       |
| 1.º etapa | Tavira - Tavira                   |    | Ángel Edo            | Michael Barry        | Jon Nuera      | 4 h 41 min 23 s | XX,XXX km h      | Ángel Edo            |
| 2.º etapa | Lagoa -Vila Real de Santo António |    | Alberto Loddo        | Cândido Barbosa      | Ángel Edo      | 4 h 17 min 25 s | XX,XXX km h      | Ángel Edo            |
| 3.º etapa | Lagos - Lagos                     |    | Cândido Barbosa      | Jacek Morajko        | Ángel Edo      | 3 h 59 min 36 s | XX,XXX km h      | Ángel Edo            |
| 4.º etapa | Guia - Albufeira                  |    | Claus Michael Møller | Víctor Hugo Peña     | David Muñoz    | 13 min 27 s     | XX,XXX km h      | Claus Michael Møller |
| 5.º etapa | Loulé - Alto do Malhão            |    | Pedro Cardoso        | Claus Michael Møller | David Bernabéu | 4 h 07 min 19 s | XX,XXX km h      | Claus Michael Møller |

## Classificações Secundárias
| Classificação por pontos       | Ángel Edo X pts              |
| Classificação da montanha      | Nelson Vitorino x pts        |
| Classificação da melhor equipa | Milaneza-MSS X h XX min XX S |

## Lista das equipas
| L.A. Pecol              | Milaneza-MSS             | U.S. Postal           |
|                         |                          |                       |
| Lampre                  | Cantanhede-M-Marialva    | Barbot-Torriense      |
|                         |                          |                       |
| Porta da Ravessa-Tavira | Euskaltel-Euskadi        | ASC-Vila Do Conde     |
|                         |                          |                       |
| Kelme-Costa Branca      | Antarte- Rota dos Móveis | Carvalhelhos-Boavista |
|                         |                          |                       |
| Lokomotiv               |                          |                       |
|                         |                          |                       |